# هوكويام
هوكويام (واشنطن) (بالإنجليزية: Hoquiam, Washington)‏ هي مدينة تقع في الولايات المتحدة في مقاطعة غرايز هاربور، واشنطن. يقدر عدد سكانها بـ 8,726 نسمة ومساحتها 40.40 كم2 وترتفع عن سطح البحر 6 متر.

## التركيبة السكانية
قام مكتب تعداد الولايات المتحدة بتحديد بيانات التركيبة السكانية لهوكويامفي تعداد الولايات المتحدة. في ما يلي، التركيبة السكانية حسب تعدادي 2000 و2010.

### تعداد عام 2000
بلغ عدد سكان هوبكينتون 681 نسمة بحسب تعداد عام 2000، وبلغ عدد الأسر 275 أسرة وعدد العائلات 187 عائلة مقيمة في المدينة. في حين سجلت الكثافة السكانية 1,103.5 نسمة لكل ميل مربع (426.1/كم2). وبلغ عدد الوحدات السكنية 292 وحدة بمتوسط كثافة قدره 473.2 نسمة لكل ميل مربع (182.7/كم2).
وتوزع التركيب العرقي للمدينة بنسبة 98.68% من البيض و 1.32% من عرقين مختلطين أو أكثر.
بلغ عدد الأسر 275 أسرة كانت نسبة 34.2% منها لديها أطفال تحت سن الثامنة عشر تعيش معهم، وبلغت نسبة الأزواج القاطنين مع بعضهم البعض 52.7% من أصل المجموع الكلي للأسر، ونسبة 11.3% من الأسر كان لديها معيلات من الإناث دون وجود شريك، وكانت نسبة 32.0% من غير العائلات. تألفت نسبة 26.9% من أصل جميع الأسر من أفراد ونسبة 14.5% كانوا يعيش معهم شخص وحيد يبلغ من العمر 65 عاماً فما فوق. وبلغ متوسط حجم الأسرة المعيشية 3.03، أما متوسط حجم العائلات فبلغ 2.48.
بلغ العمر الوسطي للسكان 37 عاماً. وكانت نسبة 28.0% من القاطنين تحت سن الثامنة عشر، وكانت نسبة 8.2% بين الثامنة عشر والأربعة وعشرون عاماً، ونسبة 28.3% كانت واقعةً في الفئة العمرية ما بين الخامسة والعشرون حتى والأربعة وأربعون عاماً، ونسبة 19.1% كانت ما بين الخامسة والأربعون حتى الرابعة والستون، ونسبة 16.3% كانت ضمن فئة الخامسة والستون عاماً فما فوق. يوجد لكل 100 أنثى 102.7 ذكر، ويوجد لكل 100 أنثى في الثامنة عشر من عمرها فما فوق 90.7 ذكر.
بلغ متوسط دخل الأسرة في المدينة 33,958 دولار، أما متوسط دخل العائلة فبلغ 42,589 دولار. وكان متوسط دخل الذكور 28,333 دولار مقابل 19,773 دولار للإناث. وسجل دخل الفرد الخاص بالمدينة 13,707 دولار. وكانت نسبة 3.4% من العائلات ونسبة 4.9% من السكان تحت خط الفقر، وكان من هؤلاء نسبة 2.6% تحت سن الثامنة عشر ونسبة 7.2% في الخامسة والستين من العمر وما فوق.

### تعداد عام 2010
بلغ عدد سكان هوكويام 8,726 نسمة بحسب تعداد عام 2010، وبلغ عدد الأسر 3,480 أسرة وعدد العائلات 2,119 عائلة مقيمة في المدينة. في حين سجلت الكثافة السكانية 967.4 نسمة لكل ميل مربع (373.5/كم2). وبلغ عدد الوحدات السكنية 3,938 وحدة بمتوسط كثافة قدره 436.6 لكل ميل مربع (168.6/كم2).
وتوزع التركيب العرقي للمدينة بنسبة 85.5% من البيض و 3.9% من الأمريكيين الأصليين و 1.1% من الأمريكيين ذوي الأصول الآسيوية و 0.2% من سكان جزر المحيط الهادئ و 0.8% من الأمريكيين الأفارقة و 4.2% من عرقين مختلطين أو أكثر.
بلغ عدد الأسر 3,480 أسرة كانت نسبة 32.3% منها لديها أطفال تحت سن الثامنة عشر تعيش معهم، وبلغت نسبة الأزواج القاطنين مع بعضهم البعض 37.5% من أصل المجموع الكلي للأسر، ونسبة 16.5% من الأسر كان لديها معيلات من الإناث دون وجود شريك، بينما كانت نسبة 6.8% من الأسر لديها معيلون من الذكور دون وجود شريكة وكانت نسبة 39.1% من غير العائلات. تألفت نسبة 30.7% من أصل جميع الأسر من أفراد ونسبة 13.6% كانوا يعيش معهم شخص وحيد يبلغ من العمر 65 عاماً فما فوق. وبلغ متوسط حجم الأسرة المعيشية 3.03، أما متوسط حجم العائلات فبلغ 2.48.
بلغ العمر الوسطي للسكان 37.6 عاماً. وكانت نسبة 24.2% من القاطنين تحت سن الثامنة عشر، وكانت نسبة 10.2% بين الثامنة عشر والأربعة وعشرون عاماً، ونسبة 24.5% كانت واقعةً في الفئة العمرية ما بين الخامسة والعشرون حتى والأربعة وأربعون عاماً، ونسبة 26.1% كانت ما بين الخامسة والأربعون حتى الرابعة والستون، ونسبة 15% كانت ضمن فئة الخامسة والستون عاماً فما فوق. وتوزع التركيب الجنسي للسكان بنسبة 48.9% ذكور و51.1% إناث.